# Macroxiphus
Macroxiphus je rod zvláštních kobylek z čeledi kobylkovití (Tettigoniidae). Známy jsou nejméně tři druhy, všechny jsou udávány z oblasti jihovýchodní Asie: M. globiceratus, M. nasicornis a M. sumatranus, přičemž M. sumatranus má ještě tři poddruhy. První dvě larvální stadia (minimálně některých druhů) se podobají mravencům, mluvíme o obranném mimikry zvaném myrmekomorfie. Mají černé zbarvení, hlava je kulatá (mravencovitého tvaru), tykadla jsou opticky zmenšená, první tři hrudní segmenty jsou silně zúžené a zbylé jsou naopak široké a kulovitého průřezu. Larvy dosahují takto velikosti asi 1 cm, během dalších svlékání se tělo stává typickým tělem dospělé kobylky.